# 贾桂德
贾桂德（1966年10月—），中华人民共和国外交官，曾任中华人民共和国驻秘鲁共和国特命全权大使和中华人民共和国外交部条约法律司司长，现任中华人民共和国驻意大利共和国特命全权大使兼驻圣马力诺共和国特命全权大使。

## 生平
贾桂德曾任常驻维也纳联合国和其他国际组织代表团参赞、外交部条约法律司参赞和外交部条约法律司副司长。2015年7月，出任中华人民共和国驻秘鲁大使。2019年5月，自驻秘鲁大使离任，改任外交部条约法律司司长。2023年1月，出任中华人民共和国驻意大利大使兼驻圣马力诺大使。